# 佐々木信治
佐々木 信治（ささき しんじ、1980年5月2日 - ）は、日本の男性総合格闘家。広島県福山市出身。総合格闘技道場BURST主宰。元GLADIATORライト級王者。元修斗環太平洋ライト級王者。
妻は総合格闘家の藤井惠。

## 来歴
桜庭和志に影響を受け、格闘技経験の無い23歳から城東柔術クラブで格闘技を始める。格闘技を始めてから2年で修斗のプロ昇格を受けるが直後に所属していたジムが閉鎖。練習場所確保の為に2006年1月22日に広島県福山市に総合格闘技道場BURSTを立ち上げた。
2018年5月12日、ROAD FC 047でバオ・インカンと対戦し、判定負けを喫した。この試合で、右手中手骨、眼窩底、上顎、頬、鼻と10箇所以上を骨折。治療にあたり、4度の全身麻酔での手術を行った。
2021年2月7日、GLADIATOR 013のGLADIATORライト級暫定王座決定戦で植田豊と2年9カ月ぶりの再起戦を行い、TKO勝ちを収め、暫定王座を獲得した。
2022年10月23日、約6年半振りのRIZIN出場となったRIZIN.39で宇佐美正パトリックと75kg契約で対戦し、3Rに右ストレートを浴びてダウンした後、パウンドで追撃されてTKO負けを喫した。
2023年6月11日、第3代GLADIATORライト級王者キ・ウォンビンの王座返上に伴い、佐々木が暫定王者から正規王者に認定された。
2024年6月29日、韓国の新総合格闘技団体ZFNの旗揚げ興行でキム・サンウクと対戦するも、0-3の判定負けを喫した。
サンウク戦を最後に現役引退を発表し、2024年7月7日にGLADIATORライト級王座を返上した。

## 戦績

### プロ総合格闘技
| 総合格闘技 戦績 | 総合格闘技 戦績 | 総合格闘技 戦績 | 総合格闘技 戦績 | 総合格闘技 戦績 | 総合格闘技 戦績 | 総合格闘技 戦績 |
| --------------- | --------------- | --------------- | --------------- | --------------- | --------------- | --------------- |
| 37 試合         | (T)KO           | 一本            | 判定            | その他          | 引き分け        | 無効試合        |
| 20 勝           | 4               | 11              | 5               | 0               | 3               | 0               |
| 14 敗           | 6               | 0               | 8               | 0               | 3               | 0               |

| 勝敗 | 対戦相手                   | 試合結果                             | 大会名                                                                                         | 開催年月日     |
| ×    | キム・サンウク             | 5分3R終了 判定0-3                    | ZFN01                                                                                          | 2024年6月29日  |
| ×    | 宇佐美正パトリック         | 3R 2:33 TKO（右ストレート→パウンド） | RIZIN.39                                                                                       | 2022年10月23日 |
| ○    | ジョナタン・バイエス       | 5分2R終了 判定3-0                    | 修斗 闘裸男26 広島                                                                             | 2021年12月5日  |
| ○    | 植田豊                     | 1R 3:42 TKO（パウンド）              | GLADIATOR 013 in OSAKA 【GLADIATORライト級暫定王座決定戦】                                     | 2021年2月7日   |
| ×    | バオ・インカン             | 5分3R終了 判定0-3                    | ROAD FC 047                                                                                    | 2018年5月12日  |
| ×    | アマチュシン・フーヘンフウ | 1R 1:22 KO（右フック）               | ROAD FC 040 【ROAD FCライト級トーナメント】                                                    | 2017年7月15日  |
| ○    | アルバート・チャン         | 5分3R終了 判定3-0                    | ROAD FC 036                                                                                    | 2017年2月11日  |
| ×    | クァン・アソル             | 1R 3:37 TKO（右フック→パウンド）     | ROAD FC 035 【ROAD FCライト級タイトルマッチ】                                                  | 2016年12月10日 |
| ○    | ブルーノ・ミランダ         | 2R 4:50 三角絞め                     | ROAD FC 033                                                                                    | 2016年9月24日  |
| ×    | ダロン・クルックシャンク   | 1R 4:36 TKO（右ストレート）          | RIZIN.1                                                                                        | 2016年4月17日  |
| ○    | パク・ウォンシク           | 1R 0:40 TKO（左フック→パウンド）     | ROAD FC 029                                                                                    | 2016年3月12日  |
| ○    | チェ・ジョンチャン         | 3R 1:25 キーロック                   | ROAD FC 026                                                                                    | 2015年10月9日  |
| ○    | キム・チャンヒョン         | 5分3R終了 判定3-0                    | ROAD FC 021                                                                                    | 2015年2月1日   |
| △    | 中村大介                   | 5分3R終了 判定1-1                    | DEEP 69 IMPACT                                                                                 | 2014年10月26日 |
| ×    | 太尊伸光                   | 2R 4:00 KO（グラウンドパンチ）       | プロフェッショナル修斗公式戦 【修斗環太平洋ウェルター級チャンピオンシップ】                    | 2014年1月16日  |
| ×    | ボグダン・クリスティア     | 5分3R終了 判定0-3                    | PANCRASE 252 【ワールドスラムトーナメント ライト級 1回戦】                                     | 2013年9月29日  |
| ○    | ムン・ギボム               | 2R 4:37 スリーパーホールド           | KING KAZ FIGHT in FUKUYAMA                                                                     | 2013年6月30日  |
| ○    | 小知和晋                   | 2R 4:24 TKO（タオル投入）            | プロフェッショナル修斗公式戦 【修斗環太平洋ウェルター級チャンピオン決定戦】                    | 2013年1月20日  |
| ○    | 下石康太                   | 3R 4:58 三角絞め                     | 修斗 BORDER -season 4- 2nd                                                                     | 2012年9月23日  |
| △    | 星野大介                   | 5分3R終了 判定1-0                    | 修斗公式戦                                                                                     | 2012年3月10日  |
| △    | 西岡攻児                   | 5分2R終了 判定0-1                    | 修斗 SRS.2011-FOR JAPAN                                                                        | 2011年11月11日 |
| ×    | 小知和晋                   | 5分3R終了 判定0-3                    | 修斗 SHOOTOR’S LEGACY 04                                                                       | 2011年9月23日  |
| ×    | 児山佳宏                   | 1R 1:20 KO（左アッパー→パウンド）    | 修斗 SHOOTOR’S LEGACY 01 【修斗環太平洋ウェルター級チャンピオン決定戦】                        | 2011年1月10日  |
| ○    | タクミ                     | 1R 3:51 KO（パウンド）               | 修斗 SHOOTO GIG WEST 12                                                                        | 2010年9月26日  |
| ○    | 杉江"アマゾン"大輔         | 5分3R終了 判定2-1                    | 修斗 SHOOTO GIG CENTRAL Vol.20                                                                 | 2010年6月13日  |
| ○    | ガイ・デルモ               | 1R 2:54 三角絞め                     | 修斗 GRAPPLINGMAN 10 闘裸男 岡山大会                                                           | 2010年4月4日   |
| ×    | ウエタユウ                 | 5分3R終了 判定0-3                    | 修斗 GRAPPLINGMAN 09 闘裸男                                                                    | 2009年11月29日 |
| ×    | 田村ヒビキ                 | 5分2R終了 判定0-3                    | 修斗 REVOLUTIONARY EXCHANGES 1 "UNDEFEATED"                                                    | 2009年7月19日  |
| ○    | 風田陣                     | 1R 2:42 スリーパーホールド           | "修斗伝承 02" ROAD TO 20th ANNIVERSARY                                                         | 2008年7月18日  |
| ×    | ベンディ・カシミール       | 5分3R終了 判定0-3                    | "修斗伝承 01" ROAD TO 20th ANNIVERSARY                                                         | 2008年5月3日   |
| ○    | パオロ・ミラノ             | 2R 0:59 スリーパーホールド           | 修斗 SHOOTO GIG WEST9                                                                          | 2008年3月15日  |
| ○    | 岡田孔明                   | 2R 2:03 三角絞め                     | 修斗 BATTLE MIX TOKYO 04                                                                       | 2007年7月20日  |
| ○    | 藤原正人                   | 1R 3:04 三角絞め                     | 修斗 GRAPPLINGMAN 6 闘裸男 〜DOUBLE MAIN EVENT〜                                               | 2007年5月13日  |
| ×    | 児山佳宏                   | 5分2R終了 判定0-3                    | プロフェッショナル修斗公式戦 【新人王決定トーナメント ウェルター級 決勝】                      | 2006年11月10日 |
| ○    | アローイ石橋               | 1R 2:52 三角絞め                     | プロフェッショナル修斗公式戦 【新人王決定トーナメント ウェルター級 準決勝】                    | 2006年9月8日   |
| ○    | 柴博                       | 5分2R終了 判定2-0                    | 修斗 GRAPPLINGMAN5 闘裸男 Hiroshima Mother's Day 【新人王決定トーナメント ウェルター級 1回戦】 | 2006年5月14日  |
| ○    | 尾松賢                     | 1R 4:17 三角絞め                     | 修斗 & MAキックボクシング連盟認定 KAKUMEI KICKBOXING                                           | 2005年11月13日 |

### アマチュア総合格闘技
| 総合格闘技 戦績 | 総合格闘技 戦績 | 総合格闘技 戦績 | 総合格闘技 戦績 | 総合格闘技 戦績 | 総合格闘技 戦績 | 総合格闘技 戦績 |
| --------------- | --------------- | --------------- | --------------- | --------------- | --------------- | --------------- |
| 15 試合         | (T)KO           | 一本            | 判定            | その他          | 引き分け        | 無効試合        |
| 12 勝           | 0               | 7               | 5               | 0               | 0               | 0               |
| 3 敗            | 0               | 0               | 3               | 0               | 0               | 0               |

| 勝敗 | 対戦相手 | 試合結果                   | 大会名                                                      | 開催年月日    |
| ×    | 中野洋志 | 4分1R終了 P:22-24          | 第12回全日本アマチュア修斗選手権大会 【ウェルター級 2回戦】 | 2005年9月18日 |
| ○    | 山内康悦 | 4分1R終了 P:22-19          | 第12回全日本アマチュア修斗選手権大会 【ウェルター級 1回戦】 | 2005年9月18日 |
| ○    | 中山浩彰 | 3分2R終了 P:51-40          | 第1回中四国アマチュア修斗オープン 【ウェルター級 決勝】     | 2005年3月20日 |
| ○    | 玉城毅   | 1R 0:53 スリーパーホールド | 第1回中四国アマチュア修斗オープン 【ウェルター級 準決勝】   | 2005年3月20日 |
| ○    | 浜田武馬 | 1R 2:42 三角絞め           | 第1回中四国アマチュア修斗オープン 【ウェルター級 1回戦】    | 2005年3月20日 |
| ○    | 船川健吾 | 2R 2:49 腕ひしぎ三角固め   | GRAPPLINGMAN 3                                              | 2004年5月30日 |

### グラップリング
| 勝敗 | 対戦相手   | 試合結果          | 大会名                             | 開催年月日    |
| ×    | 池本誠知   | 5分2R終了 判定0-3 | club DEEP 福岡 天下一祭り          | 2005年4月10日 |
| ○    | 住村竜市朗 | 5分2R終了 判定2-0 | DEMOLITION Σ in Hiroshima OUTBREAK | 2011年3月6日  |

## 獲得タイトル
- 第1回中四国アマチュア修斗オープン ウェルター級 優勝（2005年）
- 西日本アマチュア修斗選手権 ウェルター級 優勝（2005年）
- 第6代修斗環太平洋ウェルター級王座（2013年）
- GLADIATORライト級暫定王座（2021年・後に正規王座に認定）
- 第4代GLADIATORライト級王座（2023年）